# Тетрадь кенгуру
«Тетрадь кенгуру» (яп. カンガルー・ノート) — роман японского писателя Кобо Абэ, опубликованный издательством «Синтёся» в ноябре 1991 года. Изданию романа предшествовал его публикация в литературном журнале «Синтё» в январе-июле того же года. «Тетрадь кенгуру» стала последней работой, законченной  писателем при жизни. Уже после смерти Абэ на одной из его рабочих дискет был обнаружен неоконченный роман «Летающий человек». 
В 2017 году роман был издан на русском языке в переводе Сергея Логачёва. 

## Сюжет
Однажды утром, размышляя о стрессе от своего последнего задания на неинтересной работе, рассказчик чувствует зуд на ноге, который, по-видимому, указывает на необычную потерю волос. На следующее утро он просыпается и обнаруживает, что из его голеней прорастают ростки дайкона. Попав на приема в местную клинику, он затем попадает в больницу, где врач прописывает ему терапию горячими источниками в Адской долине.